# Anaea clara
Anaea clara är en fjärilsart som beskrevs av Otto Staudinger 1886. Anaea clara ingår i släktet Anaea och familjen praktfjärilar. Inga underarter finns listade i Catalogue of Life.